# All the Boys Love Mandy Lane
All the Boys Love Mandy Lane (bra Tudo por Ela; prt Sedução Mortal) é um filme de suspense e terror americano de 2006, dirigido por Jonathan Levine.

## Sinopse
Em uma escola secundária do Texas, Mandy Lane floresce durante o verão, atraindo seus colegas do sexo masculino. Um deles, Dylan, convida Mandy para uma festa na piscina em sua casa. Ela aceita com a condição de que seu melhor amigo Emmet possa acompanhá-lo. Na festa, Dylan intimida e humilha Emmet, até que Mandy intervém. Como vingança, Emmet convence Dylan bêbado a pular do telhado para a piscina, mas Dylan não consegue escalar a piscina e bate a cabeça no concreto, o que o mata. Nove meses depois, Mandy tornou-se amiga de muitos amigos populares de Dylan, enquanto Emmet foi submetido a bullying ainda mais intenso. Red, seu colega drogado, planeja uma festa de fim de semana no rancho remoto de seu pai, e Mandy aceita relutantemente um convite de Chloe, uma líder de torcida popular, mas insegura. 
Mandy acompanha Red e Chloe, junto com vários outros colegas de classe - incluindo o reservado jogador de futebol Bird e o casal romântico Jake e Marlin - até o rancho de Red. Ao chegar, eles são apresentados a Garth, o ajudante do rancho. Naquela noite, Jake fica ofendido com uma piada e sai furioso para um celeiro próximo, onde Marlin faz sexo oral nele. Eles têm outra discussão e, depois que Jake volta para casa, um agressor invisível nocauteia Marlin e quebra sua mandíbula com o cano de uma espingarda. De volta à casa, Jake tenta, sem sucesso, cortejar Mandy. Ansioso por Marlin, Jake então pega a espingarda e a caminhonete de Red para procurá-la. Ele finalmente a encontra sentada perto de um lago remoto. 
Ao olhar mais de perto, ele vê seu rosto mutilado e é confrontado por Emmet - que se revela o agressor de antes - em busca de vingança pela humilhação que sofreu. Emmet atira na cabeça de Jake e quebra o pescoço de Marlin, matando os dois. Emmet volta para o rancho na caminhonete de Red e vê o resto do grupo na varanda. Ele atira fogos de artifício neles. Bird dá início à perseguição, acreditando que o motorista seja Jake, pregando uma peça. Emmet confronta Bird e o ataca, eventualmente cortando seus olhos com uma faca e esfaqueando-o até a morte. O resto do grupo, bêbado e drogado, adormece em casa junto com Garth. Na manhã seguinte, quando o grupo sai pela porta da frente, Emmet atira e fere Garth. 
Enquanto Mandy cuida de Garth, Red e Chloe tentam correr até o carro de Chloe. Emmet atira em Red e persegue Chloe. Na cabana de Garth, Mandy recupera as chaves de sua caminhonete e encontra a faca ensanguentada que Emmet usou para matar Bird. Ela sai e encontra Chloe sendo perseguida em sua direção. Mandy abraça Chloe, mas depois a esfaqueia no estômago, revelando que ela está aliada a Emmet. Enquanto Chloe sangra até a morte, Mandy e Emmet discutem o pacto de suicídio que planejaram. Mandy revela que não tinha intenção de continuar com isso, convencida de que Emmet concordou com os assassinatos apenas para conquistar seu afeto. 
Recusando-se a deixá-la recuar, Emmet se prepara para atirar nela, mas Garth intervém ferindo Emmet com sua espingarda, fazendo com que Emmet o esfaqueie várias vezes. Emmet persegue Mandy pelos campos, onde eles caem em uma vala cheia de carcaças de gado. Mandy pega uma tora e se defende do facão de Emmet. Eventualmente ela leva vantagem e o mata. Ela retorna para Garth ferido e eles saem do rancho. Supondo que ela também foi apenas uma vítima da carnificina, Garth agradece a Mandy por salvar sua vida. Um flashback mostra o grupo de volta aos trilhos da ferrovia, onde eles fizeram uma pausa na viagem. Enquanto o resto brinca, Mandy se equilibra nos trilhos e observa suas futuras vítimas.

## Elenco
- Amber Heard - Mandy Lane
- Michael Welch - Emmet
- Whitney Able - Chloe
- Edwin Hodge - Bird
- Aaron Himelstein - Red
- Luke Grimes - Jake
- Melissa Price - Marlin
- Anson Mount - Garth